# Yedikule Surp Pırgiç Ermeni Hastanesi
Das Armenische Surp-Pırgiç-Krankenhaus Yedikule (türkisch Yedikule Surp Pırgiç Ermeni Hastanesi) ist ein Krankenhaus an der Zakirbaşı Sokağı im Viertel Yedikule von Istanbul, das von Armeniern in der Türkei unter der Leitung von Kazaz Artin Amira Bezciyan gegründet wurde und noch heute von Armeniern in Istanbul betrieben wird.
Das 1832 durch ein Ferman des osmanischen Sultans Mahmud II. gegründete Krankenhaus war von Anfang an für die Öffentlichkeit bestimmt, nachdem die Bauarbeiten am 31. Mai 1834 vollendet wurden. Von 1949 bis 1951 war der spätere türkische Politiker Zakar Tarver der Geschäftsführer.

## Heute
Das Surp-Pirgitsch-Krankenhaus ist heute vollständig ausgestattet und auf dem neuesten Stand. Zum Krankenhaus gehört auch das Bedros Şirinoğlu Müzesi, welches 2004 vom damaligen türkischen Ministerpräsidenten Recep Tayyip Erdoğan eingeweiht wurde und verschiedene Artefakte und Zeichnungen ausstellt, die zum armenischen Kulturerbe in Istanbul gehören.